# Восточная ярмарка
Восточная ярмарка (нем. Deutsche Ostmesse Königsberg) — торгово-промышленная выставка, проводившаяся в Кёнигсберге (с 1920 года до Великой Отечественной войны). Восточная ярмарка была второй по значимости ярмаркой Германии, уступая только Лейпцигской торговой ярмарке. Восточная ярмарка имела важное значение для торговых отношений Германии и СССР.

## История
Целью организации Восточной ярмарки было восстановление торгово-экономических связей Восточной Пруссии и остальной Германии после Первой мировой войны, которая нанесла большой урон экономике города и региона.
В первый раз Восточная ярмарка проводилась в сентябре 1920 года на территории Кёнигсбергского зоопарка. Ярмарка пользовалось успехом, поэтому было решено проводить её на регулярной основе. Для нужд ярмарки был построен выставочный комплекс.
Для размещения торговых представительств разных фирм перед главным входом ярмарки, на площади Ганза-Плац, было выстроено специальное здание. Однако оно оказалось слишком большим, и фирмы не могли использовать его полностью, поэтому в этом здании разместилось городское управление Кёнигсберга.
Комплекс павильонов выставки строился в 1920—1923 годах (чуть позднее, в 1924—1925 годах, был построен Дом техники). Выставочный комплекс располагался на большой территории, протянувшейся от площади Ганза-плац (ныне площадь Победы) до башни Врангеля (в нынешних координатах — перекрёсток улиц профессора Баранова и Пролетарской). Территория, на которой разместился выставочный комплекс, была выкуплена муниципалитетом у военного ведомства. Ранее на этой земле размещались оборонные сооружения.
С 1922 года в Восточной ярмарке стал участвовать СССР. Роль Восточной ярмарки для налаживания экономических связей между Советской Россией и Европой была высока, о чём говорит, например, тот факт, что в связи с этой выставкой издавался журнал «Германская техника».
В ярмарке участвовали многие европейские страны: Польша, Финляндия, Эстония, Латвия, Швеция, Венгрия и Турция.
Росту значения ярмарки способствовало развитие транспортной инфраструктуры Кёнигсберга: развитие железных дорог, строительство нового морского порта и аэропорта Девау.

## Что сохранилось
До наших дней сохранилось несколько зданий, входивших в комплекс Восточной ярмарки.
- Здание торговых представительств (позднее — здание муниципалитета Кёнигсберга) и после войны продолжает использоваться городским правительством. Сейчас в нём размещается мэрия Калининграда. Однако ныне здание сильно перестроено, и его вид сильно отличается от довоенного.
- Здание главного ресторана Восточной ярмарки. Расположено на улице профессора Баранова, 36 (между Храмом Христа Спасителя и торговым центром «Акрополь»). Здание имеет форму правильного 12-угольника. В пятидесятых годах было перестроено под спортзал[2].
- Дом техники. Более пятидесяти лет он простоял в руинах (первый этаж использовался под промтоварные магазины), и был восстановлен только в начале двухтысячных годов. Сейчас в нём расположен торговый центр «Эпицентр»